# Ржавка (Челябинская область)
Ржавка — посёлок в Агаповском районе Челябинской области. Входит в состав Приморского сельского поселения.

## География
Посёлок находится в юго-западной части Челябинской области, на берегах реки Ржавчик, на расстоянии 32 км (по прямой) к северо-западу от села Агаповка, административного центра района. Абсолютная высота — 390 м над уровнем моря.
Часовой пояс
Посёлок Ржавка, как и вся Челябинская область, находится в часовой зоне МСК+2. Смещение применяемого времени относительно UTC составляет +5:00.

## История
Посёлок основан в 1929 году при подсобном хозяйстве Магнитогорского металлургического комбината.

## Население
| 1970 | 1995 | 2002 | 2010 |
| ---- | ---- | ---- | ---- |
| 416  | ↗551 | ↗727 | ↘640 |

Гендерный состав
По данным Всероссийской переписи населения 2010 года, в гендерной структуре населения мужчины составляли 47,2 %, женщины — 52,8 %.
Национальный состав
Согласно результатам переписи 2002 года, в национальной структуре населения русские составляли 67 % из 727 чел.

## Улицы
| - ул. 8 Марта, - ул. Восточная, - ул. Дружбы, | - ул. Заречная, - пер. Полевой, - ул. Пионерская, | - ул. Профсоюзная, - ул. Степная, - ул. Шевченко. |

## Инфраструктура
В посёлке функционируют средняя общеобразовательная школа, клуб и фельдшерско-акушерский пункт.